# Charles Fried
Charles Fried (Praga, 15 aprile 1935 – Cambridge, 23 gennaio 2024) è stato un giurista, avvocato e filosofo ceco naturalizzato statunitense.
Fu professore universitario alla Harvard Law School e ricoprì l'incarico di United States Solicitor General nel periodo 1985 - 1989 sotto la Presidenza di Ronald Reagan.

## Biografia
Nato a Praga, nell'allora Cecoslovacchia, ottenne la cittadinanza americana nel 1948. Dopo i suoi studi al Lawrenceville School, un collegio scolastico propedeutico agli studi universitari, conseguì il Bachelor of Arts nel 1956 alla Princeton University. Nel 1960 ottenne una laurea magistrale in Legge presso la Oxford University, ottenendo nel 1958 l'Ordronnaux Prize in Law. Dopo aver conseguito il titolo di Juris Doctor (J.D.) presso la Columbia Law School, divenne praticante presso il Giudice delle Corte suprema John Marshall Harlan II.
Fried venne ammesso alla Corte suprema degli Stati Uniti d'America, alla United States Court of Appeals for the Federal Circuit e in numerose altre corti d'appello statunitensi. Durante la sua carica di Solicitor General, presentò 25 casi di fronte alla Corte suprema statunitense. Collaboratore e socio di diversi e celebri uffici legali americani, ne curò i casi più importanti, tra i quali Daubert v. Merrell Dow Pharmaceuticals. All'interno della vasta esperienza di collaborazione per conto del governo statunitense, fu collaboratore speciale per l'ufficio del Procuratore generale degli Stati Uniti d'America tra il 1984 e il 1985, nonché consigliere legale per il Dipartimento dei Trasporti degli Stati Uniti d'America tra il 1981 ed il 1983 e consigliere legale per il presidente Ronald Reagan nel 1982. Nell'ottobre del 1985, il presidente statunitense Reagan elesse Fried alla carica di United States Solicitor General, rappresentando la presidenza Reagan in 25 casi di fronte alla Corte suprema degli Stati Uniti. Alla fine della presidenza Reagan nel 1989, Fried lasciò il suo incarico per insegnare presso la Harvard Law School.
Pur non avendo egli alcun titolo di studio in filosofia, da giurista si occupò di numerose problematiche di carattere morale e di filosofia del diritto, pubblicando nove libri e numerosi articoli. Nel suo libro Right and Wrong, ad esempio, elaborò una interessante analisi della visione kantiana della morale e del diritto, avvicinando le sue posizioni a figure come Thomas Nagel, John Rawls, e Robert Nozick. Nel biennio 1971-1972 fu insignito del Guggenheim Fellowship, titolo concesso dal John Simon Guggenheim Memorial Foundation per individui con grandi abilità nel campo della docenza o grandi capacità creative nel campo dell'arte. Fu membro della National Academy of Sciences, della American Academy of Arts and Sciences e del American Law Institute.
Morì a Cambridge, nel Massachusetts, il 23 gennaio 2024 all'età di 88 anni.

## Scritti e pubblicazioni

### Opere
- Because It Is Wrong: Torture, Privacy and Presidential Power in the Age of Terror, W.W. Norton & Co., 2010 ISBN 0-393-06951-6
- Contract as Promise, Harvard University Press, 1981, ISBN 0-674-16930-1
- Saying What the Law Is, Harvard University Press, 2005, ISBN 0-674-01954-7
- Modern Liberty and the Limits of Law, W. W. Norton & Company, 2007, ISBN 0-393-33045-1
- Right and Wrong, Harvard University Press, 1978, ISBN 0-674-76905-8
- Making Tort Law: What Should Be Done and Who Should Do It, Aei Press, 2003, ISBN 0-8447-4178-7
- An Anatomy of Values: Problems of Personal and Social Choice, Harvard University Press, 1971, ASIN B001E3BYCK
- Order and Law: Arguing the Reagan Revolution - A Firsthand Account, Simon & Schuster 1991, ISBN 0-671-75577-3
- Medical Experimentation: Personal Integrity and Social Policy, North Holland Publishing, 1974

### Pubblicazioni
- The health care mandate, SCOTUSBlog, 1º agosto 2011
- Everyone's Dean, The New Republic, 19 aprile 2010